# PGC 3103371
LEDA/PGC 3103371 ist eine Galaxie im Sternbild Eridanus am Südsternhimmel. Sie ist schätzungsweise 2,1 Milliarden Lichtjahre von der Milchstraße entfernt. Im selben Himmelsareal befinden sich u. a. die Galaxien NGC 1082, NGC 1084, NGC 1108, NGC 1110.